# Jordi Lardín Cruz
Jordi Lardín Cruz (Manresa, 4 de juny 1973) és un exfutbolista català que ocupava la posició de davanter o extrem esquerre. Va ser internacional absolut per la selecció de futbol d'Espanya en 3 ocasions, amb la qual participà en els Jocs Olímpics d'Estiu de 1996.
El 28 de novembre de 2016 fou nomenat màxim responsable de l'àrea esportiva del Reial Club Deportiu Espanyol de Barcelona en substitució d'Ángel Gómez. Va estar-se al càrrec fins al maig de 2018, quan l'Espanyol va arribar a un acord per rescindir-li el contracte, alhora que ho feia amb el fins llavors entrenador del primer equip Quique Sánchez Flores.

## Trajectòria esportiva
Va viure els seus millors anys al RCD Espanyol entre el 1992 i el 1997. Les seves bones actuacions el portaren a ser fitxat per l'Atlètic de Madrid, però en el club matalasser no hi brillà. Després de tres temporades tornà cedit a l'Espanyol i posteriorment defensà els colors del Xerez CD i el CD Leganés.